# Polkagris

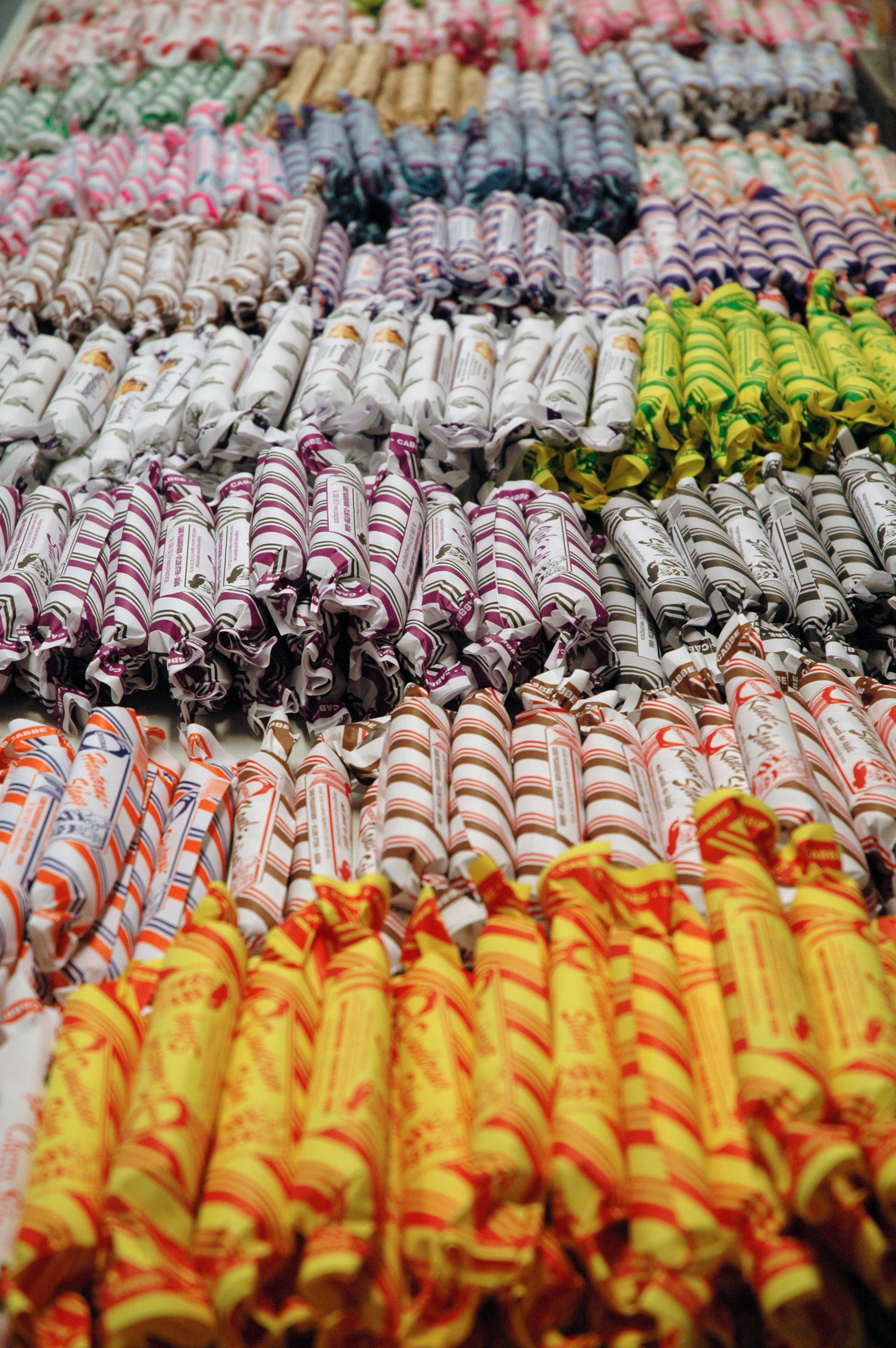
Polkagrisar a la venta en Gränna.

El polkagris (plural: polkagrisar) es una barra de caramelo o bastón de caramelo recto propio de la gastronomía sueca que fue inventado en 1859 en la ciudad de Gränna (Suecia) y que sigue siendo popular en la tradición confitera de esta ciudad. El polkagris tradicional es rojo y blanco, con sabor a menta.
Polkagris es también el nombre de una bebida que tiene un sabor parecido al del caramelo. Contiene vodka, crema de menta blanca, granadina, sprite y dos trozos de cereza.

## Etimología
El nombre polkagris alude a la polca, baile que era una novedad en Europa cuando el caramelo fue inventado.
Así, el polka en el nombre del caramelo alude a la forma en que se elabora tradicionalmente, retorciendo tiras de masa de azúcar rojas y blanca. Gris significa ‘cerdo’, y aparece en el nombre probablemente por razones humorísticas.

## Historia

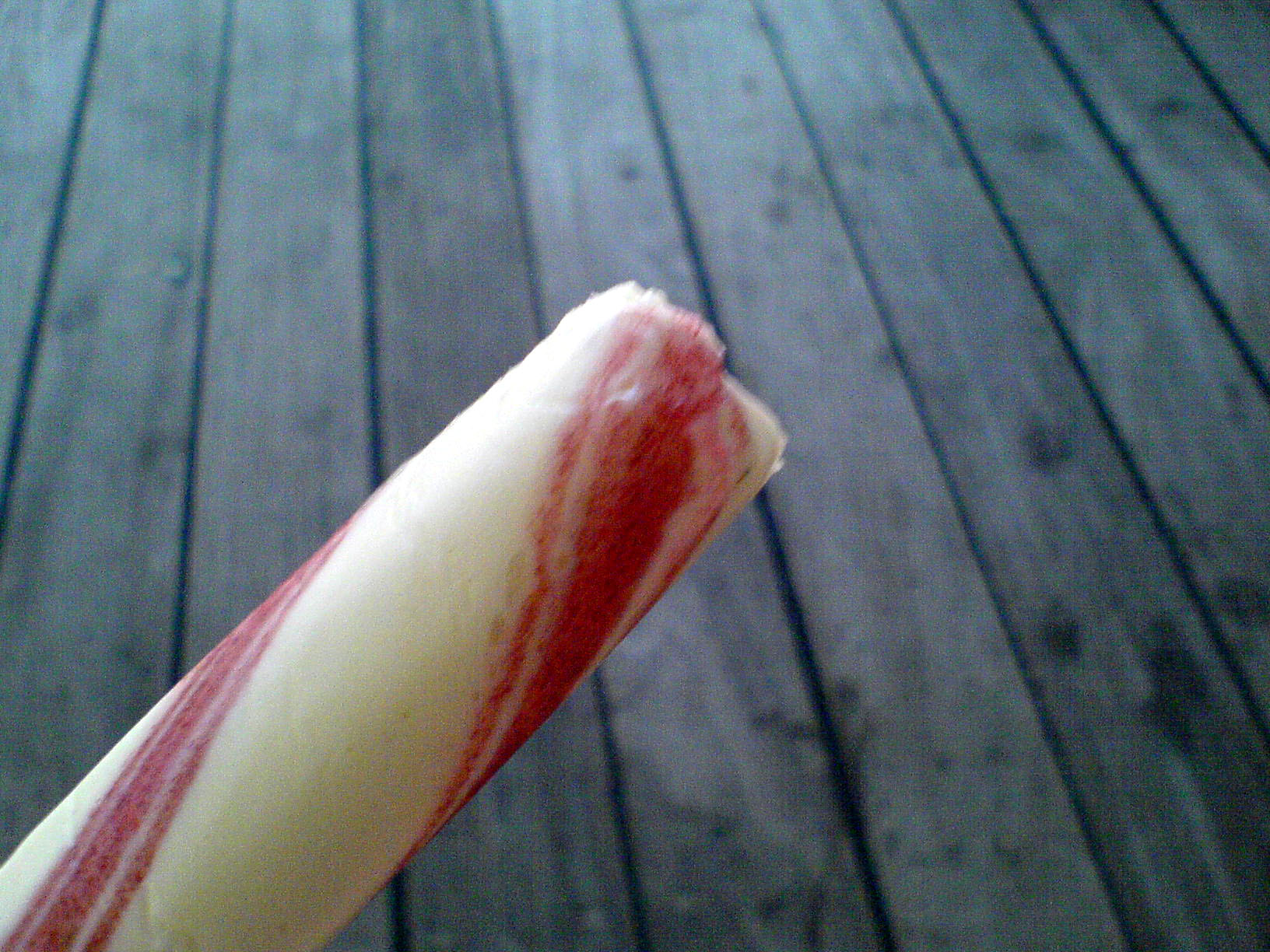
El tradicional polkagris rojo y blanco.

El polkagris fue inventado en Gränna en 1859 por Amalia Eriksson, una viuda pobre de 25 años. Amalia necesitaba mantener a su familia tras la muerte de su marido, para lo que obtuvo permiso para abrir una panadería en la que hacer dulces y caramelos de menta. Mantuvo la receta en secreto toda su vida.
El caramelo se hace con masa de azúcar, que se cuece, se amasa sobre una mesa de mármol, se estira y se trenza a mano hasta el tamaño correcto. Contiene menta, azúcar, agua y una cantidad muy pequeña de vinagre. Está a la venta en unas 10 tiendas de la ciudad.
Se encuentra en diversas formas, tamaños y colores, pero la versión roja y blanca con sabor a menta es la original. Su receta ha sido incluida en libros de recetas suecos.